# Episodi de Il commissario Scali (quinta stagione)
La quinta e ultima stagione della serie televisiva Il commissario Scali è stata trasmessa in anteprima negli Stati Uniti d'America dalla ABC tra il 30 novembre 1995 e l'11 gennaio 1996.
| nº | Titolo originale                       | Titolo italiano | Prima TV USA     | Prima TV Italia |
| -- | -------------------------------------- | --------------- | ---------------- | --------------- |
| 1  | In the Shadows of the Gallows (Part 1) |                 | 30 novembre 1995 |                 |
| 2  | In the Shadows of the Gallows (Part 2) |                 | 30 novembre 1995 |                 |
| 3  | Father Image (Part 1)                  |                 | 7 dicembre 1995  |                 |
| 4  | Father Image (Part 2)                  |                 | 14 dicembre 1995 |                 |
| 5  | Redemption (Part 1)                    |                 | 11 gennaio 1996  |                 |
| 6  | Redemption (Part 2)                    |                 | 11 gennaio 1996  |                 |